# Chthonius shelkovnikovi
Espèce
Synonymes
- Chthonius shelkovnikovi redikorzevi Kobakhidze, 1961
- Chthonius tauricus  Beier, 1963

Chthonius shelkovnikovi est une espèce de pseudoscorpions de la famille des Chthoniidae.

## Distribution
Cette espèce se rencontre en Arménie, en Azerbaïdjan, en Géorgie, en Iran, en Turkménistan, en Turquie et en Grèce.

## Publication originale
- Redikorzev, 1930 : Contribution à l'étude de la faune des pseudoscorpions du Caucase. Bulletin du Muséum de Géorgie, vol. 6, p. 97-106.